# Pałac w Głuchowie Dolnym
Pałac w Głuchowie Dolnym – wybudowany w drugiej połowie XVIII w. w Głuchowie Dolnym.

## Położenie
Pałac położony jest we wsi w Polsce, w województwie dolnośląskim, w powiecie trzebnickim, w gminie Zawonia.